# Акреция
Акреция (на латински: accrētiō – „нарастване, увеличение“, от accrēscere „нараствам“) се нарича процесът на нарастване на масата на небесно тяло чрез гравитационно привличане на материя (обикновено газ) към него от околното пространство. Тя е характерна за белите джуджета, неутронните звезди, а също така и черните дупки. В хода на процеса се образува акреционен диск. Повечето астрономически обекти, като например галактики, звезди и планети, се образуват чрез акреция.

## История
Акреционният модел, според който Земята и други земеподобни планети са се образували от метеорен материал, е предложен през 1944 г. от Ото Шмид. Той е последван от теорията на протопланетите на Уилям Маккрий през 1960 г. Акреционният модел на Ото Шмит е разработен по количествен начин през 1969 г. от Виктор Сафронов. Той изчислява подробно различните етапи на образуването на земеподобни планети. Оттогава насам моделът се доразвива, използвайки интензивни числени симулации за изучаване на протопланетарната акумулация. В днешно време е прието, че звездите се образуват вследствие гравитационен колапс на междузвезден газ. До колапса този газ е най-вече под формата на молекулярен облак. Докато той се свива, губейки потенциална енергия, той се нагрява и получава кинетична енергия, а запазването на момента на импулса води до това, че облакът образува сплескан акреционен диск.

## Акреция на звезди
Счита се, че звездите се образуват във вътрешността на гигантски молекулярни облаци от студен молекулярен водород, които имат маса грубо 300 000 M☉ и диаметър 65 светлинни години. В продължение на милиони години тези гигантски молекулярни облаци са склонни към гравитационен колапс и фрагментация. След това тези фрагменти образуват малки плътни ядра, които на свой сред се свиват до звезди. Ядрата имат маса, варираща от част до няколко пъти тази на Слънцето, и се наричат протозвездни мъглявини. Техният диаметър варира от 2000 до 20 000 au, а плътността на частиците е 10 000 – 100 000 на cm3.
Първоначалният колапс на протозвездна мъглявина с маса близка до тази на Слънцето отнема около 100 000 години. Всяка мъглявина започва с определен момент на импулса. Газът в централната ѝ част има относително малък момент на импулса и претърпява бързо свиване, образувайки горещо хидростатично ядро, съдържащо малка част от масата на първоначалната мъглявина. Именно от това ядро впоследствие се образува звездата. Докато колапсът продължава, запазването на момента на импулса кара въртенето на изпадащата обвивка да се ускори, при което в крайна сметка се образува диск.
Докато изпадането на материя от диска продължава, обвивката накрая става тънка и прозрачна, а младият звезден обект става наблюдаем, първоначално в инфрачервения диапазон, после и във видимия. По това време ако протозвездата е достатъчно масивна (над 80 пъти масата на Юпитер), тя започва термоядрен синтез на деутерий. Ако масата е твърде малка обаче, обектът се превръща в кафяво джудже. Раждането на новата звезда настъпва около 100 000 години след началото на гравитационния колапс. По това време звездата вече е натрупала чрез акреция по-голямата част от масата си. Общата маса на диска и останалата обвивка не превишава 10 – 20% от масата на централния млад звезден обект.
В следващия етап обвивката напълно изчезва, след като е била привлечена от диска. Наблюдават се ярки емисионни спектрални линии. Обикновено акрецията продължава и се появява двойка противоположни струи. Тези струи извеждат навън излишния момент на импулса. Този етап може да продължи около 10 милиона години. В края на краищата, дискът изчезва, поради акреция върху звездата.

## Акреция на планети
Акрецията на космически прах ускорява растежа на частиците до размера на скали. По-големите скали привличат към себе си по-малки, докато други се разбиват на парчета в сблъсъци. Акреционните дискове са често срещани около по-малки звезди, остатъци от звезди в двойни системи или около черни дупки. При образуването на планетарни ядра могат да се разграничат няколко етапа. Първоначално, когато частиците прах се сблъскват, те се натрупват чрез микрофизични процеси като силите на Ван дер Ваалс и електромагнитните сили, образувайки микроскопични частици. През този етап механизмите на акумулация не са гравитационни по природа. Все пак, планетообразуването в сантиметровите и метровите мащаби все още не е добре разбрано и все още няма убедителни доказателства за това защо зърната с такива размери се натрупват, вместо да отскачат едно от друго.:с. 341 Докато частиците нарастват, те добиват все по-голяма скорост по отношение на съседните частици, както и посока навътре, която ги води до унищожителни сблъсъци. Предложени са редица механизми, чрез които е възможно да се премине ограничението на метровия мащаб.
В крайна сметка зърната се съединяват, образувайки тела с размерите на планина. Сблъсъците и гравитационните взаимодействия между тези късове пораждат планетарни зародиши с големината на Луната в течение на 0,1 – 1 милиона години. Накрая планетарните зародиши се сблъскват, образувайки планети в хода на 10 – 100 милиона години. Растежът се подпомага от орбиталното разпадане на по-малките тела, попаднали между орбитите на планетарните зародиши. По-нататъшните сблъсъци и натрупване водят до планети с размера на Земята или до ядра на гигантски планети.
Образуването на земеподобните планети се различава от това на газовите гиганти. Частиците, съставящи земеподобните планети, са метали или скали. За разлика от тях, газовите гиганти започват като големи ледени планети, които след това започват да улавят водород и хелий от близката мъглявина.